# لین چن
لین چن (انگلیسی: Lynn Chen؛ زادهٔ ۲۴ دسامبر ۱۹۷۶) هنرپیشه و خواننده اهل ایالات متحده آمریکا است.
از فیلم‌های او می‌توان به بازی در لیک‌ویو تراس اشاره کرد.